# 伊予湯岡碑

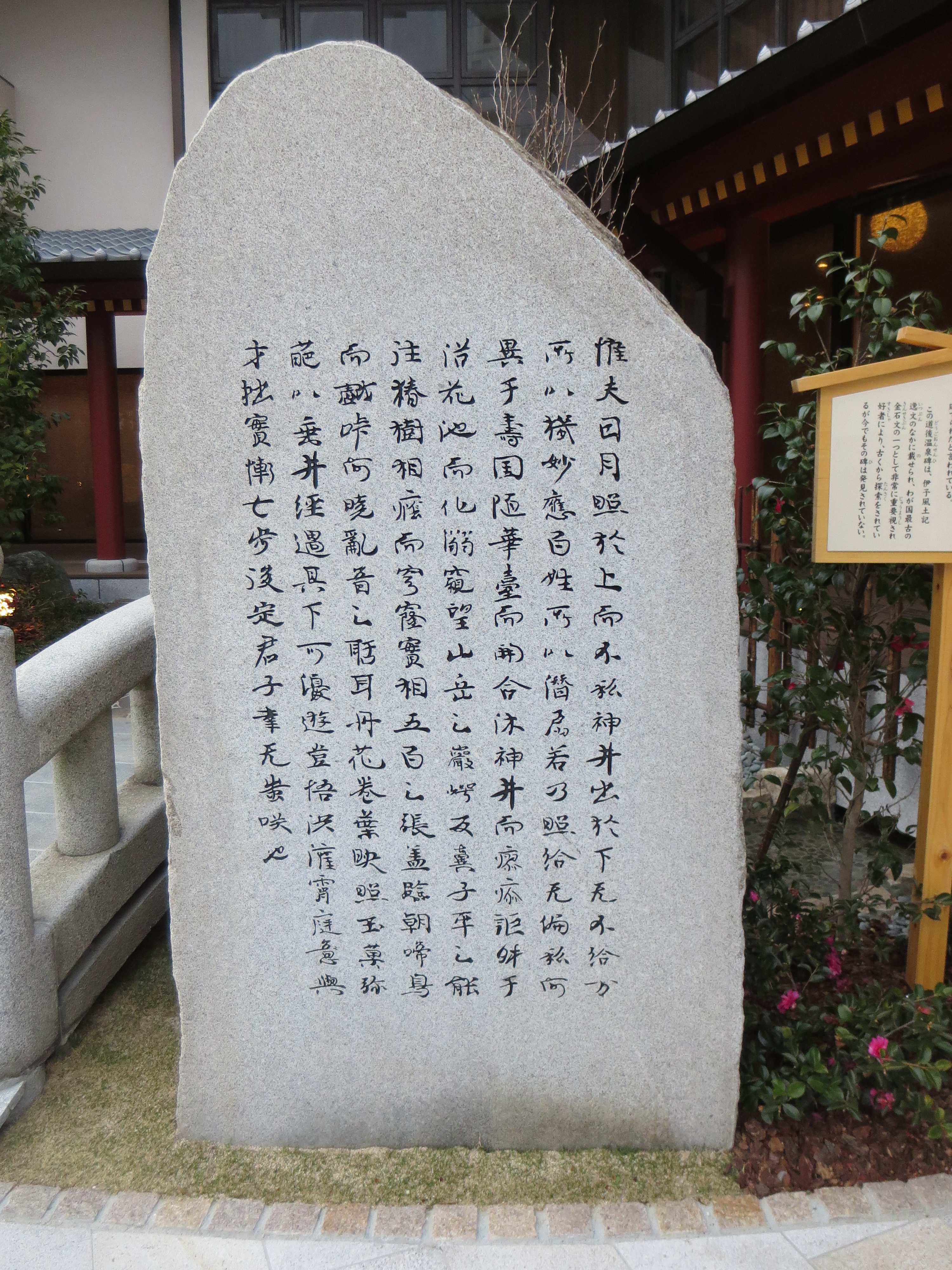
伊予湯岡碑（再現）
（道後温泉椿の湯・飛鳥乃湯中庭）

伊予湯岡碑（いよのゆのおかのひ、伊予道後温湯碑（いよどうごおんとうひ） / 伊予温湯碑 / 道後温湯碑）は、かつて愛媛県松山市の道後温泉に存在したとされる飛鳥時代の碑。現在では所在は失われているが、碑文は後世の引用史料によって知られる。

## 概要
飛鳥時代の推古天皇4年（596年）に、道後温泉を訪れた聖徳太子（厩戸皇子）らにより建立されたと伝わる碑である。碑文は古代金石文の1つになるが、原碑は早くに失われ現在は史料上でのみ知られる。中国の温泉賦や温湯碑に倣い設置されたものとみられ、碑文には推古天皇期の古色が指摘される。
碑の設置経緯ならびに碑文内容は『伊予国風土記』（完本は非現存）に採録され、その風土記の逸文が『釈日本紀』巻14や『万葉集註釈』巻3に収録されている。それら逸文によれば、伊予温泉（現在の道後温泉）には天皇などの行幸が5回あり、第3回目で聖徳太子が高麗僧の恵慈や葛城臣（葛城烏那羅か）らとともに訪れた際に、太子は「湯の岡」のほとりに碑を建て、その地は「伊社邇波岡（いさにわのおか、伊佐邇波岡）」と称されるようになったとし、続けて碑文を掲載する。
碑所在地の「伊社邇波岡」に関連する式内社としては伊佐爾波神社（松山市桜谷町）が知られる。ただし同社の現境内は湯築城築城に伴い遷座したもので、遷座以前は現在の湯築城跡の地に所在したという。それとは別に、愛媛県松山市来住町の久米官衙遺跡に温湯宮（石湯行宮）の存在可能性があり、それとの関連を指摘する説もある。なお原碑については、天武天皇13年（684年）10月の白鳳地震で埋もれたと推測する説がある。

## 碑文
1. ↑  「法興」は私年号で、法興寺（飛鳥寺）建立開始年（西暦591年）を元年とし、法興6年は西暦596年になる (新編日本古典文学全集 2003)。
2. ↑  「法王大王」は聖徳太子を指す (新編日本古典文学全集 2003)。
3. ↑  底本では「恵忩」であるが、「恵慈」に校訂 (新編日本古典文学全集 2003)。
4. ↑  底本では「万所以機」であるが、「万機所以」に校訂 (新編日本古典文学全集 2003)。
5. ↑  底本では「化弱」であるが、「化羽」に校訂 (新編日本古典文学全集 2003)。
6. ↑  底本では「子平」であるが、「平子」に校訂 (新編日本古典文学全集 2003)。
7. ↑  底本では「吐下」であるが、「哢」に校訂 (新編日本古典文学全集 2003)。
8. ↑  底本に「以」は無いが、意補 (新編日本古典文学全集 2003)。
9. ↑  底本では「与」であるが、「歟」に校訂 (新編日本古典文学全集 2003)。